# Noccaea arenaria
Espèce
Classification APG III (2009)
Le Tabouret des sables, Noccaea arenaria, actuellement Noccaea caerulescens subsp. arenaria (Duby) B.Bock, 2012 est une espèce (ou une sous-espèce) de plantes herbacées de la famille des Brassicacées.

## Présentation
Plante bisannuelle de 8 à 40 cm.